# Gilbert (Carolina del Sud)
Gilbert è un comune degli Stati Uniti d'America, situato in Carolina del Sud, nella Contea di Lexington.